# Досбол
Досбо́л (каз. Досбол) — село у складі Сарисуського району Жамбильської області Казахстану. Адміністративний центр Досбольського сільського округу.
Населення — 308 осіб (2021; 401 у 2009, 272 у 1999, 429 у 1989).